# Sorineuchora bivitta
Sorineuchora bivitta es una especie de cucaracha del género Sorineuchora, familia Ectobiidae, orden Blattodea. Fue descrita científicamente por Bey-Bienko en 1969.

## Descripción
El cuerpo del macho mide 6,5-7,9 milímetros de longitud y la hembra 6,5-7,8 milímetros.

## Distribución
Se distribuye por China.